# المپیک زاپاس
المپیک زاپاس (یونانی: Ζάππειες Ολυμπιάδες) که در آن زمان گاه به اختصار المپیک (یونانی: Ολύμπια، المپیا) نامیده می‌شد، مجموعه ای از رویدادهای ورزشی بود که در سال‌های ۱۸۵۹، ۱۸۷۰ و ۱۸۷۵ در آتن، یونان، با حمایت مالی تاجر یونانی، اوانجلیس زاپاس، برگزار می‌شد. این بازی‌ها یکی از نخستین گام‌ها برای احیای بازی‌های المپیک باستانی در دوران مدرن بود. این مسابقات قابل مقایسه با بازی‌هایی است که ویلیام پنی بروکس در انگلستان از سال ۱۸۵۰ میلادی بنا نهاده بود، و مجموعه رقابت‌هایی که کمیته بین‌المللی المپیک که از سال ۱۸۹۶ میلادی برگزار می‌کرد.
مشارکت زاپاس در این روند بسیار حیاتی بود: نه تنها بازی‌ها به ابتکار خود او برگزار می‌شد، بلکه او بودجه‌ای را برای اجرای بازی‌ها و همچنین برای تهیهٔ زیرساخت‌های حیاتی ورزش، از جمله نوسازی آثار باستانی مرتبط، را فراهم کرد. استادیوم پاناتنائیک که میزبان بازی‌های ۱۸۷۰ و ۱۸۷۵ میلادی شد، از این موارد بودند. استادیوم مذکور همچنین میزبان اولین بازی‌های المپیک امروزی در سال ۱۸۹۶ شد و همچنین بازی‌های بین‌المللی ۱۹۰۶ در آن برگزار گردید و مجدداً در بازی‌های المپیک ۲۰۰۴ آتن، محل برگزاری ورزش تیراندازی با کمان و پایان خط ماراتن آن دوره از المپیک بود.

## احیای المپیک

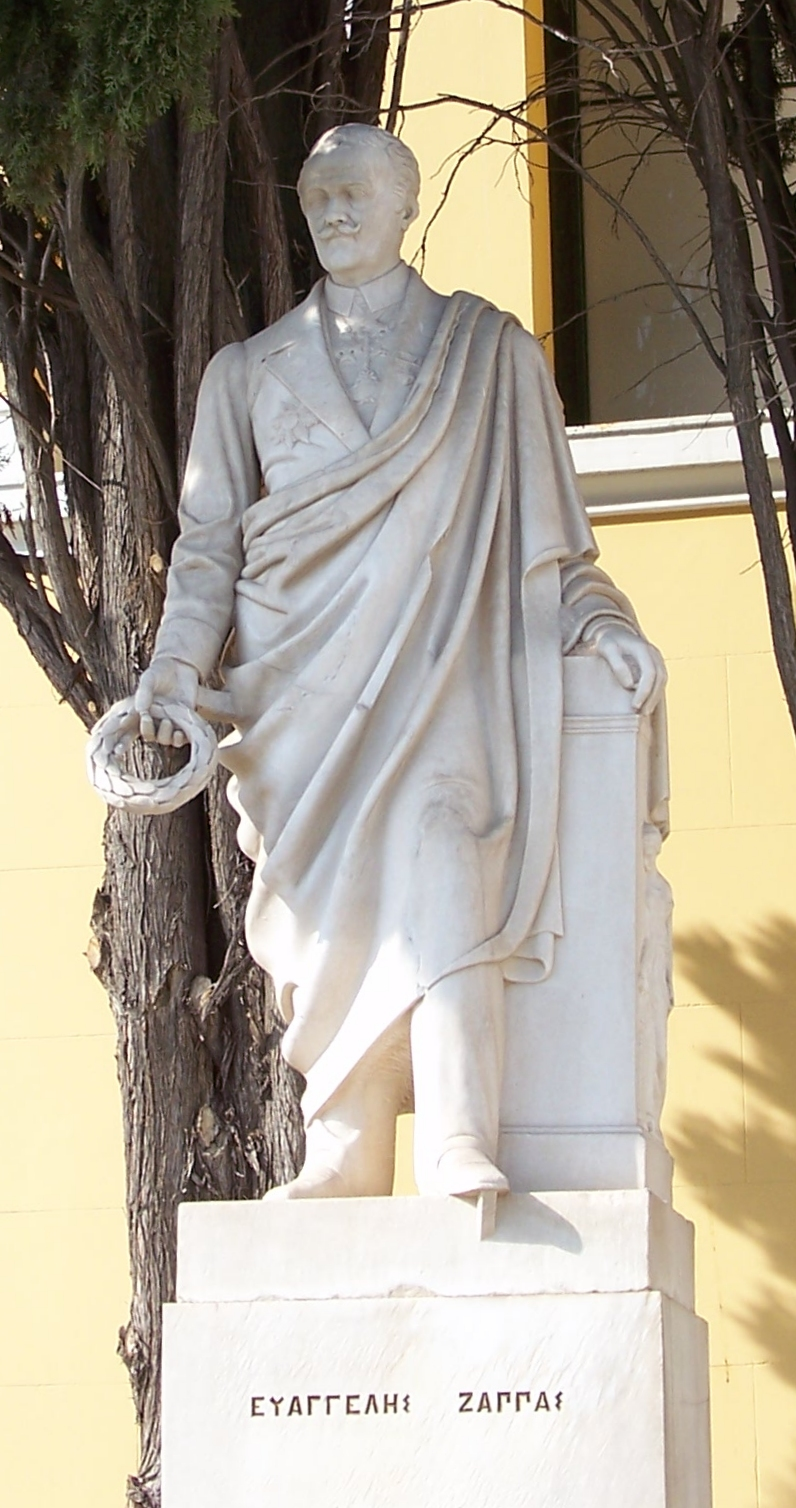
مجسمه اوانجلیس زاپاس، حامی بازی‌ها (اثری از یوانیس کوسوس).

اشارات پراکنده به احیای بازی‌های المپیک باستان توسط شخصیت‌های مختلف در طول قرن نوزدهم میلادی، الهام گرفته از درجه خاصی از رمانتیسیسم انجام شد. پانگیوتیس سوتسوس، متولد قسطنطنیه، سردبیر یک روزنامه یونانی، در شعر خود در سال ۱۸۳۳ به نام گفتگوی مردگان، از بازی‌های المپیک به عنوان نماد سنت‌های یونان باستان یاد کرد. بلافاصله پس از آن، او صراحتاً پیشنهاد احیای بازی‌ها توسط دولت تازه تأسیس یونان را داد؛ و حتی در سال ۱۸۳۵ یادداشتی را در این زمینه به دولت یونان ارسال کرد. پیشنهاد او توسط اوتو، پادشاه یونان، مورد استقبال قرار گرفت اما با وجود پیگیری‌های سوتسوس در بیست و شش سال آینده، عملاً کاری انجام نشد.
در سال ۱۸۵۲، ارنست کورتیوس، باستان‌شناس آلمانی، طی یک سخنرانی رمانتیک، اظهار داشت که رویدادهای المپیک دوباره احیا خواهند شد. اوانجلیس زاپاس، تاجر موفق و مهاجر یونانی در رومانی، از سوتسوس الهام گرفت و تصمیم گرفت این سنت باستانی را با تلاش‌ها و منابع مالی شخصی خود احیا کند. در اوایل سال ۱۸۵۶، زاپاس نامه‌ای از طریق کانال‌های دیپلماتیک به شاه اوتو فرستاد و پیشنهاد کرد کل پروژه احیای المپیک را تأمین مالی کند و همچنین جوایز نقدی را برای برندگان فراهم سازد. با این حال، این ابتکار بدون مخالفت نبود. در میان بخشی از سیاستمداران یونانی (به ویژه شاریلاوس تریکوپیس و استفانوس دراگومیس) اعتقاد گسترده‌ای وجود داشت که بازی‌های ورزشی فقط یک ارتجاع به دوران باستان است. آنها می‌ترسیدند که اگر یونان، همان‌طور که ادعا می‌کردند، یک جشن قدیمی و بت‌پرستانه را احیا کند، در میان کشورهای پیشرو اروپایی، بدوی به نظر برسد. مشخصاً وزیر خارجه یونان و رئیس لابی محافظه کار ضد ورزش در آتن، الکساندروس رنگاویس، به جای یک رویداد ورزشی، یک نمایشگاه صنعتی و کشاورزی را پیشنهاد کرد.
ماه‌ها هیچ پاسخ رسمی از سوی دولت یونان برنیامد. در ژوئیه ۱۸۵۶، مقاله‌ای در مطبوعات یونانی توسط پاناژوتیس سوتسوس چاپ شد که تلاش‌های زاپاس را به‌طور گسترده‌ای به اطلاع عموم می‌رساند و باعث ایجاد یک سری رویدادها شد. سرانجام، اوتو با برگزاری مسابقات در فواصل چهار ساله، به مناسبت نمایشگاه‌های صنعتی و کشاورزی موافقت کرد و اجازه اجرای رویدادهای ورزشی با حمایت کامل زاپاس را داد. در نتیجه، زاپاس بودجه لازم را به دولت یونان برای ایجاد صندوق امانی المپیک پیشنهاد کرد.

## عواقب و تأثیر در تولد دوباره المپیک
ویلیام پنی بروکس، پزشک انگلیسی، یک جنبش ورزشی را در انگلستان به راه انداخته بود و بازی‌های المپیک ونلاک در سال ۱۸۵۰ میلادی، توسط وی تأسیس شد. این بازی‌ها توسط کلاس المپیک ونلاک سازماندهی می‌شد که در سال ۱۸۶۰ نام خود را به انجمن المپیک ونلاک تغییر داد. دکتر بروکس رشته‌هایی را از برنامه بازی‌های زاپاس در ۱۸۵۹ به عاریت گرفت که شامل «پرتاب نیزه به سمت هدف» در بازی‌های المپیک ونلاک ۱۸۶۱ بود و این عمل مورد پسند واقع شد. اولین مردی که در فهرست افتخار انجمن المپیک ونلاک قرار گرفت، پتروس ولیساریو اسمیرنیوتی بود که در بازی‌های المپیک ۱۸۵۹ آتن در دوی مسافت شرکت کرد و جایزه اهدایی کمیته انجمن المپیک ونلاک را برنده شد. بروکس اولین کسی بود که پیشنهاد برگزاری المپیک بین‌المللی باز را برای برگزاری در آتن، متمایز از المپیک ملی یونان در سال‌های ۱۸۵۹، ۱۸۷۰ و ۱۸۷۵ مطرح کرد؛ زیرا المپیک ملی در یونان، بازتابی از المپیک باستان بود و برای تمامی رقابت‌کنندگان غیر یونانی‌زبان غیرقابل شرکت بود. علی‌رغم درخواست‌های مداوم او برای اقدام به دولت یونان، پیشنهادهای او پذیرفته نمی‌شد. با این حال، بسیاری از ایده‌هایی که دکتر بروکس در بازی‌های المپیک ونلاک استفاده شدند. متعاقباً بارون پیر دو کوبرتین در سال ۱۸۹۰ از بازی‌های ونلاک بازدید کرد و این ایده‌ها را پذیرفت.
میراث زاپاس در احیای بازی‌های المپیک، در کنار سوتسوس، بروکس و بعداً کوبرتین، قابل توجه بود. علاوه بر این، استادیوم پاناتنائیک که با بودجه شخصی او بازسازی شد، میزبان رویدادهای المپیک در سنوات ۱۸۹۶، ۱۹۰۶ و ۲۰۰۴ شد.